# Kreis Ajka
Der Kreis Ajka (ungarisch Ajkai járás) ist ein Binnenkreis im Zentrum des ungarischen Komitats Veszprém. An den Kreis grenzen im Uhrzeigersinn, beginnend im Norden folgende Kreise: Pápa, Veszprém, Tapolca, Sümeg und Devecser.

## Geschichte
Im Zuge der ungarischen Verwaltungsreform entstand Anfang 2013 der Kreis als Nachfolger des gleichnamigen Kleingebiets (ungarisch Ajkai kistérség), wobei die Gemeinden Noszlop an den Kreis Devecser und Bakonypölöske an den Kreis Pápa abgegeben wurden. Farkasgyepű kam als Ausgleich in den neuen Kreis.

## Gemeindeübersicht
Der Kreis Ajka hat eine durchschnittliche Gemeindegröße von 3.463 Einwohnern auf einer Fläche von 29,16 Quadratkilometern. Der drittbevölkerungsreichste Kreis hat die dritthöchste Bevölkerungsdichte im Komitat. Der Kreissitz befindet sich in der einzigen Stadt, Ajka, nahezu in der Kreismitte gelegen.
| 11 Gemeinden | Status   | Herkunft Kleingebiet | Einwohnerzahl | Einwohnerzahl | Einwohnerzahl | Fläche (km²) | Bevölkerungs- dichte (Ew./km²) |
| 11 Gemeinden | Status   | Herkunft Kleingebiet | 01.10.2011    | 01.01.2013    | 01.01.2016    | 01.01.2016   | Bevölkerungs- dichte (Ew./km²) |
| ------------ | -------- | -------------------- | ------------- | ------------- | ------------- | ------------ | ------------------------------ |
| Ajka         | Stadt    | Ajka                 | 29.106        | 29.048        | 28.284        | 95,05        | 297,6                          |
| Csehbánya    | Gemeinde | Ajka                 | 281           | 289           | 294           | 12,83        | 22,9                           |
| Farkasgyepű  | Gemeinde | Pápa                 | 367           | 368           | 356           | 10,05        | 35,4                           |
| Halimba      | Gemeinde | Ajka                 | 1.128         | 1.142         | 1.133         | 12,62        | 89,8                           |
| Kislőd       | Gemeinde | Ajka                 | 1.190         | 1.208         | 1.166         | 38,18        | 30,5                           |
| Magyarpolány | Gemeinde | Ajka                 | 1.181         | 1.170         | 1.144         | 26,97        | 42,4                           |
| Nyirád       | Gemeinde | Ajka                 | 1.890         | 1.911         | 1.812         | 61,36        | 29,5                           |
| Öcs          | Gemeinde | Ajka                 | 189           | 194           | 186           | 13,70        | 13,6                           |
| Szőc         | Gemeinde | Ajka                 | 416           | 424           | 436           | 7,55         | 57,7                           |
| Úrkút        | Gemeinde | Ajka                 | 2.056         | 2.057         | 1.983         | 20,13        | 98,5                           |
| Városlőd     | Gemeinde | Ajka                 | 1.356         | 1.343         | 1.302         | 22,27        | 58,5                           |
| Kreis Ajka   |          |                      | 39.160        | 39.154        | 38.096        | 320,71       | 118,8                          |